# Lirianthe fujianensis
Lirianthe fujianensis là một loài thực vật có hoa trong họ Magnoliaceae. Loài này được N.H. Xia & C.Y. Wu mô tả khoa học đầu tiên năm 2008.